# Pseudotaphrus
Pseudotaphrus is een geslacht van uitgestorven weekdieren uit de klasse van de Gastropoda (slakken).

## Soorten
- Pseudotaphrus angustus Cossmann, 1888 †
- Pseudotaphrus buccinalis (Lamarck, 1804) †
- Pseudotaphrus dactyliosus (Deshayes, 1861) †
- Pseudotaphrus proavius Cossmann, 1888 †